# Hyale stebbingi
Hyale stebbingi är en kräftdjursart som beskrevs av Édouard Chevreux 1888. Hyale stebbingi ingår i släktet Hyale och familjen Hyalidae. Inga underarter finns listade i Catalogue of Life.